# やまなし
「やまなし」は、宮沢賢治の短編童話。1923年（大正12年）4月8日の『岩手毎日新聞』（1933年廃刊。現在の『毎日新聞』とは無関係）に掲載された。賢治の数少ない生前発表童話の一つであり、「雪渡り」についで発表された。
発表に先立って執筆されたとみられる下書きの草稿が現存している。発表形との間に異同があり、現行の『新校本 宮澤賢治全集』（筑摩書房）では「やまなし〔初期形〕」として第十巻に収録されている。

## 概要
谷川の情景を「二枚の青い幻灯」と称し、谷川の底の蟹の兄弟が見る生き物たちの世界を描いたもので、晩春の5月の日中と初冬の12月の月夜の2部で構成されている。5月にはカワセミによる魚の殺生が行われ、12月には蟹の兄弟も成長し、ヤマナシの実りが訪れる。小学校6年の国語教科書に採用され、広く親しまれており、その美しい透明感にファンが多い。
ヤマナシ（イワテヤマナシもしくはコリンゴ）はバラ科ナシ属の落葉高木であり、天沢退二郎は、実際には地味なやまなしの実が豊穣に描かれていると評価している。
なお、本来ヤマナシは春の5月頃開花し、秋の10月頃に成熟するものであり、また初期形の草稿では「十一月」となっているため、新聞発表形の「十二月」は誤植であるとも考えられている。

## 「クラムボン」
文中で蟹たちが語る「クラムボン」と「イサド」が何を指しているのかは不明である。「イサド」については話の内容からして場所の名前ということだけがわかっているが、「クラムボン」についてはその正体に対して様々な議論が繰り広げられている（以下、参考サイトを参照した）。英語で蟹を意味するcrab（筑摩書房出版・「新修 宮沢賢治全集」より）や鎹・アイゼンを意味するcramponに由来するとする説、アメンボ説（十字屋書店版の注釈より）、泡説（鈴木敏子・続橋達雄などが支持。出自不明）、光説（中野新治などが支持。出自不明）、母蟹説（福島章などが支持）、妹のトシ子説、全反射の双対現象として生じる外景の円形像説（近畿大学教授の伊藤仁之が提唱）、「蟹の言語であるから不明」とするものや、蟹の兄弟にとって初めて見る、やまなしの花につけた造語だったとするもの、kur（人） ram（低い） pon（小さい）という「アイヌ語でコロボックル」だという説（山田貴生）、あるいは「解釈する必要は無い」とするもの（佐野美津男などが支持）、人間という説もある。光村図書の小学校教科書に掲載された際には、クラムボンについて「水中の小さな生き物」との注釈が挿されたが、旧課程版では「正体はよくわからない」とも注釈されたことがある。現在の国語の教科書では、「作者が作った言葉。意味はよくわからない。」とされている。

## 派生作品
- 手塚治虫『やまなし』（漫画）

初出は『コミックトム』（潮出版社）1985年5月号。本作を擬人化した漫画（村の公民館でのお芝居という設定）を上段に配し、下段に太平洋戦争末期の日本で、本作を児童劇として上演しようとする人物と、彼を思想犯として捕らえようとする官憲とのドラマを配した構成。下段の筋書きは元の「やまなし」に類したストーリーになっているほか、上下段で共通になっているコマがある。下段の舞台は具体的に記されないが、「花巻町」というセリフが登場する。